# Hemipeplus miyamotoi
Hemipeplus miyamotoi is een keversoort uit de familie Mycteridae. De wetenschappelijke naam van de soort is voor het eerst geldig gepubliceerd in 1961 door Kamiya.